# Werner Voss
Werner Voss (Krefeld, 13 aprile 1897 – Cielo di Frezenberg, 23 settembre 1917) è stato un aviatore tedesco della prima guerra mondiale morto in combattimento. Con 48 vittorie aeree confermate è considerato un asso dell'aviazione, il 4º in classifica per successi ottenuti tra gli aviatori tedeschi.

## Biografia

### Inizi
Nato il 13 aprile 1897 a Krefeld, nella Renania-Vestfalia, a una trentina di chilometri dall'Olanda, Werner Voss sembrò destinato a intraprendere la strada lavorativa di suo padre, in una tintoria, quando scoppiò la prima guerra mondiale. A soli 17 anni partì come autista civile volontario per integrarsi poi alla milizia di Krefeld, fu assegnato all'11º Reggimento ussari di Vestfalia il 16 novembre 1914 e fu impiegato sul fronte orientale. In meno di sette mesi, passò dal grado di semplice ussaro a quello di sottufficiale. Ma, stancatosi del fango e delle sofferenze della cavalleria sul fronte, fece richiesta per frequentare la scuola d'aviazione nel 1915. Superò il corso si pilota a Krefeld e inoltre a Colonia divenne istruttore di volo - il più giovane - sino al febbraio 1916, in seguito osservatore e finalmente pilota il 28 maggio dello stesso anno.

## Prime vittorie

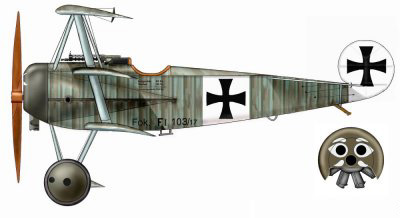
Il triplano Fokker Dr.I di Werner Voss

Il 21 novembre 1916 fu temporaneamente assegnato al Jasta 2, la squadriglia di volo di Oswald Boelcke, con base a Lagnicourt tra Cambrai e Arras. Voss impressionò molto i propri compagni, perché si avvicinò, per numero di vittorie, a Manfred von Richthofen e Erwin Böhme. Il 27 novembre, ottenne la sua prima vittoria confermata con l'abbattimento di un Nieuport 17.

## Comandante della Jasta
Voss ottenne 28 vittorie con la Jasta 2 e gli fu assegnata la Croce di prima classe, la Croce di Cavalleria con le Spade dell'Ordine della Casata degli Hohenzollern e tre medaglie Pour le mérite. Fu assegnato al comando del Jasta 5 con base a Cappy-sur-Somme, ottenne 6 nuove vittorie. Successivamente, per i suoi atti di coraggio, comandò il Jasta 29 e poi la Jasta 14.

## Integrazione al "Circo Volante" di Manfred von Richthofen
Il Barone Manfred von Richthofen meglio conosciuto come "il Barone Rosso" decise di inserire Voss nel "Circo Volante", il Jagdgeschwader 1, una formazione d'élite comprendente i Jasta 4, 6, 10 e 11, e Voss comandò il Jasta 10, il 30 luglio 1917. Ottenne altre 14 vittorie, 10 delle quali ottenute sul celeberrimo Triplano Fokker.

## Ultima missione
Il 23 settembre 1917, poco prima delle 18.00, Werner Voss decise di decollare per la sua ultima missione, senza scorta. Voleva raggiungere l'obiettivo di 50 vittorie, ma si scontrò con una squadra aerea inglese composta da piloti come James McCudden, Arthur Rhys Davids, Reg Hoidge e Gerald Bowman, in totale composta da 7 velivoli Se.5. Benché si trattasse di uno scontro numericamente squilibrato, Voss combatté eroicamente per una decina di minuti contro l'intera squadra riuscendo a colpire tutti i velivoli inglesi per poi esser abbattuto da Rhys Davids.